# 重岡曻
重岡 曻（しげおか のぼる、1908年（明治41年）8月3日 - 1991年（平成3年）7月7日）は、日本の剣道家。段位称号は範士九段。

## 経歴
鹿児島県日置郡（現日置市）生まれ。小学校高学年から剣道を始め、鹿児島県第二師範学校を卒業。
短期間の兵役及び教員を務めた後、大日本武徳会武道専門学校に入学し、小川金之助、宮崎茂三郎、津崎兼敬、佐藤忠三らの指導を受ける。
1937年（昭和12年）、大阪府警察部に奉職。日満対抗剣道試合出場、明治神宮体育大会剣道競技優勝。
戦後は鹿児島に帰郷し教員を務める。1965年（昭和40年）、近畿管区警察学校教授となる（後に名誉教授）。
日本剣道形の解釈統一のため全国で講習を行い、『詳解 日本剣道形』を著した。